# 佐藤博紀
佐藤 博紀（さとう ひろき、1982年1月30日 - ）は、千葉県四街道市出身の元プロバスケットボール選手である。ポジションはシューティングガード。背番号0。185cm、80kg。

## 来歴
9歳の時にバスケットボールを始める。四街道市立旭中学校を卒業後、県内の強豪八千代高校に進学。1999年のインターハイに出場してベスト8に進出。
2004年に順天堂大学を卒業後、バスケットボール日本リーグの大塚商会アルファーズに入団。
2005年、bjリーグ発足に伴い、大分ヒートデビルズにドラフト3巡目（全体11位）指名を受け入団。
2008年9月、チャレンジ!おおいた国体バスケットボール競技成年男子の部に大分県選抜チームの一員として与那嶺翼、君塚大輔と共に参加した。
2011年6月、エクスパンションドラフトで千葉ジェッツから指名を受け、移籍した。背番号は0番。初代のキャプテンに就任し4シーズン務めた。チームがNBLに転籍した初年度の2013-14シーズン、NBLオールスターゲームにチーム・メディア推薦で出場した(背番号3)。
2014-15シーズン終了後に現役を引退し、千葉ジェッツアンバサダーに就任した。背番号0はチーム初の永久欠番となった。2016年3月4日、ジェリコ・パブリセヴィッチHCの契約解除に伴いHC代行に就任。
2014年3月17日現在、既婚。3児の父親である。

## 経歴

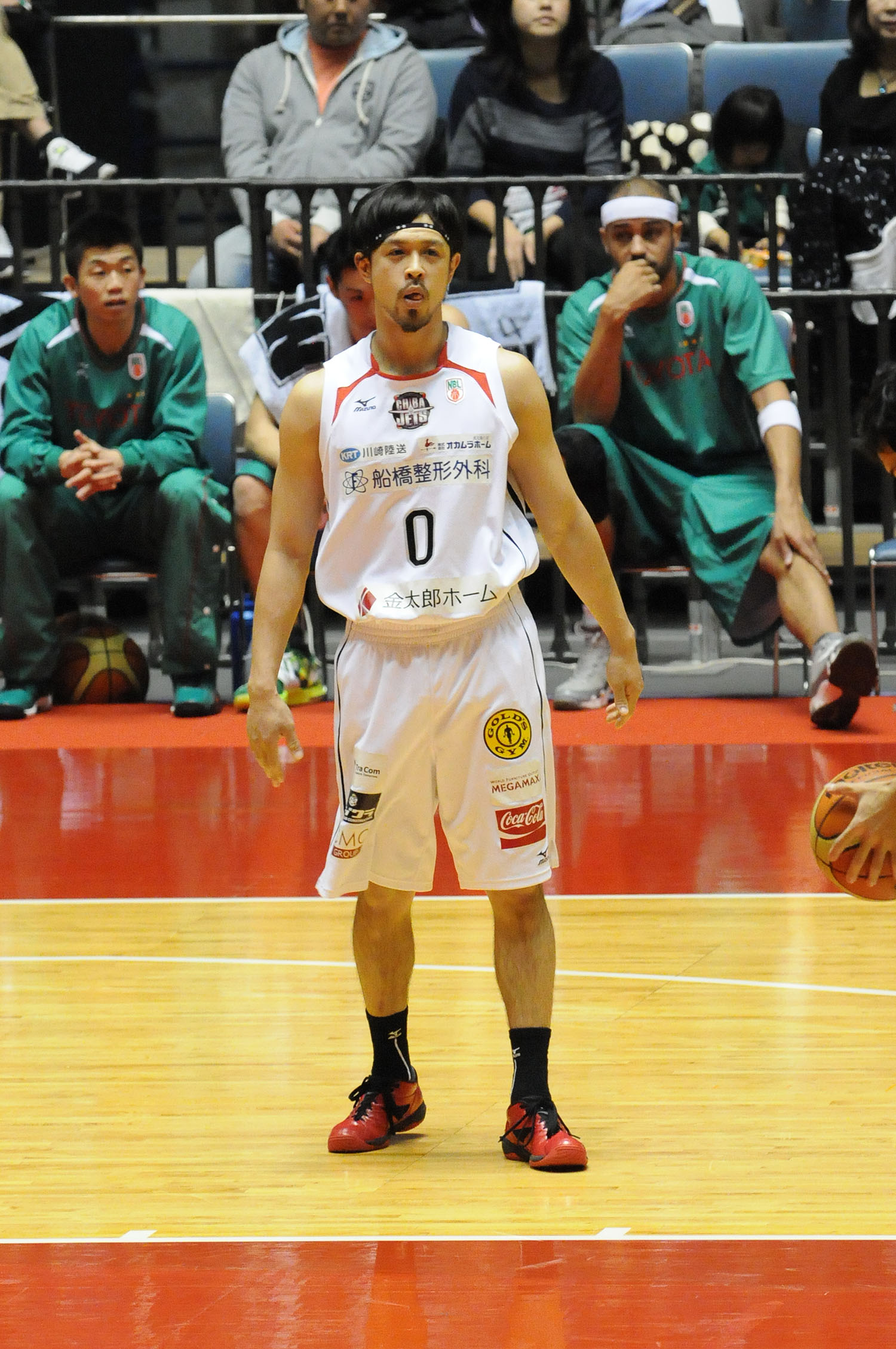
現役時代

- 八千代高校 - 順天堂大学 - 大塚商会アルファーズ（2004年～2005年） - 大分ヒートデビルズ（2005年～2011年） - 千葉ジェッツ（2011年～2015年）

## 記録
| シーズン         | チーム | GP | GS | MPG  | FG%  | 3P%  | FT%  | RPG | APG | SPG | BPG | TO  | PPG |
| ---------------- | ------ | -- | -- | ---- | ---- | ---- | ---- | --- | --- | --- | --- | --- | --- |
| bjリーグ 2005-06 | 大分   | 37 | 13 | 14.6 | .327 | .271 | .375 | 1.2 | .9  | .6  | .1  | 1.0 | 3.8 |
| bjリーグ 2006-07 | 大分   | 35 | 0  | 11.5 | .451 | .444 | .333 | 1.3 | .5  | .3  | .0  | .8  | 3.3 |
| bjリーグ 2007-08 | 大分   | 27 | 5  | 8.9  | .531 | .467 | .750 | .7  | .4  | .1  | .0  | .4  | 3.3 |
| bjリーグ 2008-09 | 大分   | 47 | 11 | 14.5 | .370 | .364 | .750 | 1.2 | .9  | .3  | .0  | .7  | 5.1 |
| bjリーグ 2009-10 | 大分   | 47 | 4  | 13.6 | .353 | .217 | .625 | 1.3 | .7  | .4  | .0  | .7  | 2.8 |
| bjリーグ 2010-11 | 大分   | 48 | 28 | 24.6 | .413 | .367 | .840 | 2.4 | 1.6 | .7  | .1  | .7  | 6.3 |
| bjリーグ 2011-12 | 千葉   | 41 | 10 | 13.7 | .379 | .319 | .692 | 1.2 | .3  | .4  | .0  | .6  | 3.9 |
| bjリーグ 2012-13 | 千葉   | 52 |    | 26.5 | .427 | .262 | .694 | 2.2 | 1.9 | .7  | .0  | 1.3 | 7.3 |
| NBL 2013-14      | 千葉   | 52 |    | 17.3 | .402 | .349 | .744 | 1.5 | 0.7 | 0.3 | 0.1 | 0.6 | 4.5 |
| NBL 2014-15      | 千葉   | 45 |    | 8.1  | .364 | .225 | .750 | 0.7 | 0.2 | 0.3 | 0   | 0.2 | 1.9 |